# Mas Roig (Pals)
El Mas Roig és una masia de Pals (Baix Empordà) inclosa a l'Inventari del Patrimoni Arquitectònic de Catalunya.

## Descripció
El mas Roig està situat al costat de la carretera de Palafrugell a Torroella de Montgrí. És un edifici de grans dimensions, de planta rectangular, amb coberta de teula a dues vessants, i el carener perpendicular a la línia de façana, que és orientada a migdia. Consta de planta baixa i dos pisos i presenta una distribució irregular de les obertures, que són de tipologia diversa. La porta d'accés és d'arc de mig punt, amb grans dovelles de pedra. Al damunt hi ha, centrada, una finestra de les mateixes característiques, encara que més petita que l'esmentada anteriorment. A la façana est hi ha una petita porta d'arc de mig punt adovellat i una finestra similar, i a la façana de ponent es conserven restes d'un matacà.

## Història
El mas Roig és una de les masies dels segles XVI-XVII que, juntament amb les veïnes de Can Deri i el mas Cap d'Anell, forma un dels conjunts d'arquitectura popular de tipologia gòtico-renaixentista més interessants de la comarca. En l'actualitat aquesta masia es troba en desús.